# Karl Zeiß (Theologe)
Karl Zeiß (* 15. April 1912 in Langgöns; † 10. Januar 1994 in Gießen) war ein deutscher evangelischer Theologe. Er wurde bekannt als „Olympiapfarrer“ und gilt als Vorreiter der Sportseelsorge.
Zeiß studierte ab 1931 in Gießen evangelische Theologie, wechselte 1933 für ein Jahr nach Halle und legte sein Erstes Examen 1934 in Gießen ab. Seine Ordination erhielt er 1937 in Wiesbaden-Dotzheim, wo er bis 1939 als Pfarrer arbeitete. Er wurde 1931 Mitglied des Gießener Wingolf, 1933 des Hallenser Wingolf und 1935 der Arminia Dorpatensis. Im Gießener Wingolf organisierte er als Fuxmajor der Verbindung einen Kreis von Studenten, die im Gegensatz zum „Führeranspruch“ der Reichskirchenleitung standen und schließlich an den illegalen Predigerseminaren der Bekennenden Kirche in Frankfurt am Main teilnahmen. Diese standen unter der Androhung der Nicht-Anerkennung des Examens seitens der bereits gleichgeschalteten Landeskirchenleitung und der Verweigerung einer späteren Ordination zum Pfarrer.
Nach Militärdienst und Kriegsgefangenschaft wurde er Pfarrer in Münster bei Butzbach, wechselte 1948 nach Nieder-Erlenbach/Nieder-Eschbach und wirkte von 1956 bis zu seinem Ruhestand 1977 an der Matthäuskirche in Frankfurt am Main. Von 1954 bis 1988 war er Mitglied der Synode der Evangelischen Kirche in Hessen und Nassau, zeitweise auch der EKD-Synode.
Ende der 1940er Jahre begann Zeiß gemeinsam mit Propst Ernst zur Nieden die Bedeutung der Sportseelsorge durch Vorträge zu propagieren. Er initiierte die noch heute stattfindenden Sporttagungen der Evangelischen Akademien. Den ersten evangelischen Gottesdienst anlässlich einer großen Sportveranstaltung überhaupt hielt Zeiß während des Motorradrennens auf dem Schottenring 1952. Aufgrund dieser Erfahrungen entsandte die Kirchenleitung mit Karl Zeiß erstmals einen Pfarrer für die Fußball-Weltmeisterschaft in Bern 1954. So fand das „Wunder von Bern“ unter seelsorglichem Beistand statt.
Bundesweit bekannt wurde Zeiß schließlich, als der Rat der EKD ihm aufgrund seiner jahrzehntelangen Erfahrung die Organisation der Seelsorge zu den Olympischen Sommerspielen 1972 in München übertrug; er leitete hierbei die täglichen Besucher-Gottesdienste und die Betreuung der Sportler. Dies brachte ihm seine lebenslange Bezeichnung als erster „Olympiapfarrer“ ein. Seither werden zu allen Olympischen Spielen Seelsorger entsandt.
Seinen Ruhestand verbrachte Zeiß in seiner Geburtsstadt Langgöns.

## Ehrungen
Am 5. Dezember 1980 wurde Zeiß in Berlin mit der erstmals vom Deutschen Sportbund verliehenen Ludwig-Wolker-Plakette geehrt. Sie wird seither alle zwei Jahre an Personen verliehen, die sich in hervorragender Weise für das Ethos und die Menschenwürde im Sport eingesetzt haben. 1989 erhielt er das Bundesverdienstkreuz am Bande. Seine Heimatgemeinde Langgöns verlieh ihm 1992 die Ehrenbürgerwürde und benannte 1995 eine Sporthalle nach ihm.